# Feira da Mata
Feira da Mata è un comune del Brasile nello Stato di Bahia, parte della mesoregione di Vale São-Franciscano da Bahia e della microregione di Bom Jesus da Lapa.